# Kurbanpınarı, Keşap
Kurbanpınarı là một xã thuộc huyện Keşap, tỉnh Giresun, Thổ Nhĩ Kỳ. Dân số thời điểm năm 2011 là 78 người.